# Henry Morton Stanley
Sir Henry Morton Stanley, rođen kao John Rowlands (Denbigh, Wales, 28. siječnja 1841. - London, 10. svibnja 1904.) bio je velško-američki istraživač i novinar.

## Životopis
John Rowlands rođen je u izvanbračnoj zajednici. Kad mu je bilo dvije godine umire mu otac. Pošto majka nije mogla sama voditi brigu o njemu, ostavlja ga u dječji dom, gdje je ostao do svoje 15. godine. Kada je napunio 18 godina emigrirao je u SAD.
U New Orleans počinje raditi kod poslovnog čovjeka koji se zvao Stanley, i čije prezime kasnije preuzima. Početkom Američkog građanskog rata borio se na strani Konfederacije da bi nakon zarobljavanja 1862. promijenio stranu te služio u vojsci i mornarici Unije. Radio je za novine New York Herald, i između 1867. i 1871. ga šef redakcije James Gordon Bennett, šalje da pronađe misionara Davida Livingstona. Pronalazi Livingstona 10. studenog 1871. u mjestu Ujiji pored Tanganjika jezera, gdje Stanley izgovara svoje poznate riječi Dr. Livingstone, I presume? (Dr Livingstone, pretpostavljam), iako postoje oprečne tvrdnje da su te riječi ikada izgovorene.

## Istaživačka putovanja
Stanley je napravio nekoliko istaživačkih putovanja po Africi. Između ostalih slijedio je rijeku Kongo iz unutrašnjosti Afrike pa sve do obala Atlantika, putovanje koje je trajalo 999 dana (1874. do 1877.).
Stanley je pretpostavio da se u tom području mogu pronaći ogromna prirodna bogatstva i pokušava neuspješno nagovoriti britansku vladu da počne ulagati u Kongo. S druge strane, belgijskom kralju Leopoldu II., dopala se ideja, tako da Stanley počinje raditi za belgijskij imperij u periodu od 1879. do 1884. Zbog svog problematičnog djetinjstva, Stanley je imao stalnu potrebu za dokazivanjem, iako mu je vanjština odavala samopouzdanje. Nikad nije naučio kontrolirati strah od žena, a zbog njegovog karaktera ljudi su ga izbjegavali. Dva put su ga napustile žene s kojim je održavao kontakte preko pisama. Smatra se da je bio fantastičan pisac pisama. Njegova pokretačka snaga i mogućnost proživljavanja teških situacija, koju većina drugih osoba ne bi uspjele, bili su ključ njegovog uspjeha.
U Africi je napokon Stanley mogao raditi to što je htio i što je volio. Njegov dnevnik pokazuje cijelo vrijeme njegovu slabu stranu - usamljenu i sumnjičavu osobu koja pokušava skriti svoje djetinjstvo. Na površini, je želio biti američki avanturist koji je osvojio 
"crnu Afriku".
To se dogodilo u međuvremenu uz pomoć tiranskog upravljanja karavanima nad kojima je imao zapovjedništvo u Africi. Poslije nekog vremena, naučio se bičevati svoje podređene i stavljati ih u okove. Stanley u svoje vrijeme nije bio jedini rasist koji je smatrao da su osobe crne puti lijene, nesposobne i vrlo nepovjerljive. Tjerao je svoje nositelje dok ne bi umrli od bolesti ili gladi. Čak i on sam je obolio od malarije i izgubioje puno na težini.
Tijekom prve dvije ekspedicije, nitko od 5 bijelih osoba koje su ga pratile, nije preživio: dvije su preminule tijekom prve i tri tijekom druge ekspedicije. Za vrijeme druge ekspedicije kroz Afriku, gdje pronalazi rijeku Kongo, napisao je u svom dnevniku da je naredio da se spali 30 gradova i najmanje 60 sela i manjih naselja. Stanleyeve piromanske ekspedicije prouzrokovale su smrt i bijedu među stanovništvom.
Pošto je Leopold želio staviti pod svoju komandu velike oblasti u Kongu, dozvoljava Stanleyu pregovore sa stanovništvom, koje je Stanley prevario s različitim trikovima zapadnog društva koje lokalno stanovništvo nije poznavalo, tako da su vjerovali da je čarobnjak. Kritiziran je za svoj loš tretman stanovništva, ali to nije bilo ništa u poređenju s onim što je belgijski kralj Leopold II. napravio u Kongu u periodu 1880. – 1908.
Stanleyeve zapise u Prvom putovanju u Kongo odnosno Prvom putovanju do rijeke Konga na hrvatski je jezik s engleskog preveo Zvonimir Doroghy.